# Katarína Ištóková
Katarína Ištóková (* 12. Juli 1986 in Ružomberok) ist eine slowakische Fußballspielerin.

## Karriere

### Verein
Ištóková spielte in ihrer Jugend für Polygraf VFA Bratislava, den FK Slovan Duslo Šaľa und die Saison 2005/06 bei FC Union Nové Zámky.
2006 wechselte sie aus der A-Jugend des FC Union Nové Zámky zu ŠK Slovan Bratislava und startete ihre Profikarriere.
Nach viereinhalb Jahren bei Bratislava unterschrieb sie im Frühjahr 2011 beim polnischen Herbstmeister 2011 RTP Unia Racibórz. Nach fast zwei Jahren in Polen kehrte sie im April 2013 in die Slowakei zurück und unterschrieb einen Vertrag bis Saisonende mit dem Lady Team Bratislava. Am 23. August 2013 verließ sie wieder das Lady Team Bratislava und unterschrieb mit dem ŠK FC Povoda.

### International
Ištóková gehört seit 2009 zur slowakischen Fußballnationalmannschaft der Frauen und kam bislang zu vier A-Länderspielen.